# Bundesautobahn 562

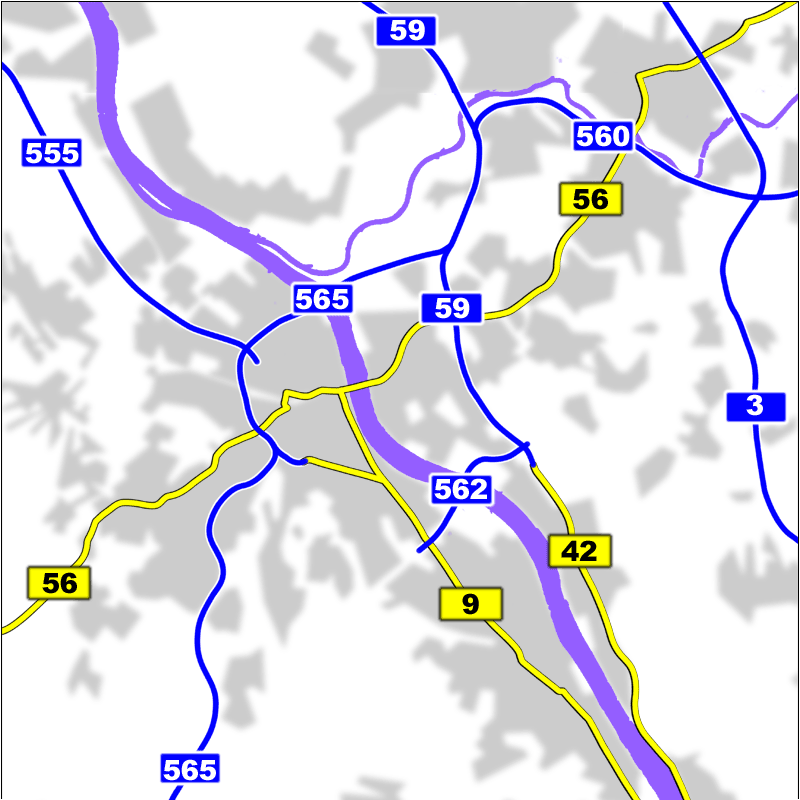
Fernstraßen im Raum Bonn

Bundesautobahn 562 (em português: Auto-estrada Federal 562) ou A 562, é uma auto-estrada na Alemanha.
A Bundesautobahn 562 tem 3 km de comprimento.

## Estados
Estados percorridos por esta auto-estrada:
- Renânia do Norte-Vestfália